# 에스타디오 드 베이스볼 몬테레이
에스타디오 드 베이스볼 몬테레이는 1990년 세워진 멕시코 몬테레이의 야구장이다. 총 27000명을 수용하며(멕시코 1위, 라틴 아메리카 3위 규모) LMB의 술탄네스 드 몬테레이의 홈구장이다.